# William Patrick Callahan
William Patrick Callahan (Chicago, 17 giugno 1950) è un vescovo cattolico statunitense, dal 19 marzo 2024 vescovo emerito di La Crosse.

## Biografia
William Patrick Callahan è nato a Chicago, in Illinois, il 17 giugno 1950 ed è il più giovane dei quattro figli di William ed Ellen Callahan. In seguito i suoi genitori hanno divorziato. Ha due sorelle, Roberta e JoAnn, e un fratello, Jerry.

### Formazione e ministero sacerdotale
Ha frequentato la scuola elementare della parrocchia di Santa Maria del Perpetuo Soccorso. Callahan intendeva entrare all'Archbishop Quigley Preparatory Seminary dopo il diploma di scuola elementare, ma gli è stata negata l'ammissione. Dal 1964 al 1968 ha quindi studiato al seminario minore francescano "Santa Maria" a Crystal Lake e poi, è entrato nel noviziato per la provincia di San Bonaventura dell'Ordine dei frati minori conventuali a Lake Forest. L'11 agosto 1970 ha emesso la prima professione. Dal 1970 al 1973 ha seguito i corsi per il Bachelor of Arts in comunicazione radio e televisiva presso la Loyola University di Chicago. Dal 1973 al 1976 ha studiato per il Master of Divinity presso l'University of Saint Michael's College dell'Università di Toronto.
Il 30 aprile 1977 è stato ordinato presbitero nella basilica di San Giosafat a Milwaukee da monsignor William Edward Cousins, arcivescovo metropolita di Milwaukee. In seguito è stato vicario parrocchiale della parrocchia della basilica di San Giosafat a Milwaukee dal 1977 al 1978; direttore delle vocazioni per la Provincia di San Bonaventura dal 1978 al 1984; vicario parrocchiale della parrocchia della Sacra Famiglia a Peoria dal 1984 al 1987; parroco della medesima parrocchia dal 1987 al 1994 e rettore della basilica di San Giosafat a Milwaukee dal 1994 al 2005. Ha supervisionato il restauro da 7,5 milioni di dollari della basilica e ciò gli è valso la reputazione di abile raccoglitore di fondi. Nel 2005 è stato nominato direttore spirituale del Pontificio collegio americano del Nord a Roma.

### Ministero episcopale

Stemma di monsignor Callahan come vescovo ausiliare di Milwaukee.

Il 30 ottobre 2007 papa Benedetto XVI lo ha nominato vescovo ausiliare di Milwaukee e titolare di Lares. Il 14 dicembre si è congedato dalla comunità del Pontificio collegio americano del Nord. Ha ricevuto l'ordinazione episcopale il 21 dicembre dall'arcivescovo metropolita di Milwaukee Timothy Michael Dolan, co-consacranti il vescovo ausiliare della stessa arcidiocesi Richard John Sklba e l'arcivescovo metropolita di Newark John Joseph Myers.
È il primo francescano conventuale a essere diventato vescovo negli Stati Uniti e il primo vescovo ausiliare ad essere nominato nell'arcidiocesi di Milwaukee dal 1979. Nel febbraio del 2009 l'arcivescovo Dolan è stato trasferito all'arcidiocesi di New York. Il 20 aprile Callahan è stato eletto amministratore diocesano. Come tale, ha supervisionato l'amministrazione quotidiana dell'arcidiocesi fino al 4 gennaio 2010, giorno dell'ingresso in diocesi di Jerome Edward Listecki.
L'11 giugno 2010 lo stesso pontefice lo ha nominato vescovo di La Crosse. Ha preso possesso della diocesi l'11 agosto successivo alla presenza del cardinale Raymond Leo Burke e degli arcivescovi Pietro Sambi, Jerome Edward Listecki e Timothy Michael Dolan.
Nel febbraio del 2012 e nel dicembre del 2019 ha compiuto la visita ad limina.
In seno alla Conferenza dei vescovi cattolici degli Stati Uniti è membro del comitato per il clero, la vita consacrata e le vocazioni. È anche membro dei consigli di Catholic Relief Services, del National Religious Retirement Management, del seminario di Mundelein e della Sacred Heart Seminary and School of Theology.
Il 19 marzo 2024 papa Francesco ha accolto la sua rinuncia al governo pastorale della diocesi di La Crosse per motivi di salute; gli è succeduto Gerard William Battersby, fino ad allora vescovo ausiliare di Detroit e titolare di Eguga.

## Genealogia episcopale
La genealogia episcopale è:
- Cardinale Scipione Rebiba
- Cardinale Giulio Antonio Santori
- Cardinale Girolamo Bernerio, O.P.
- Arcivescovo Galeazzo Sanvitale
- Cardinale Ludovico Ludovisi
- Cardinale Luigi Caetani
- Cardinale Ulderico Carpegna
- Cardinale Paluzzo Paluzzi Altieri degli Albertoni
- Papa Benedetto XIII
- Papa Benedetto XIV
- Papa Clemente XIII
- Cardinale Enrico Benedetto Stuart
- Papa Leone XII
- Cardinale Chiarissimo Falconieri Mellini
- Cardinale Camillo Di Pietro
- Cardinale Mieczysław Halka Ledóchowski
- Cardinale Jan Maurycy Paweł Puzyna de Kosielsko
- Arcivescovo Józef Bilczewski
- Arcivescovo Bolesław Twardowski
- Arcivescovo Eugeniusz Baziak
- Papa Giovanni Paolo II
- Cardinale Justin Francis Rigali
- Cardinale Timothy Michael Dolan
- Vescovo William Patrick Callahan, O.F.M.Conv.

## Araldica
| Stemma | Titolare                                      | Descrizione |
|        | William Patrick Callahan Vescovo di La Crosse | Partito: al primo d'argento, alla canoa d'oro, caricata da una freccia di rosso sinistrata, alberata da una croce trifogliata dello stesso, da cui pende una rete dello stesso addestrata, ferma su un mare ondato d'azzurro e d'argento, alla riva d'argento, con il covone d'oro sinistrato, cimata da un monte di tre vette di verde; al secondo di rosso, alla croce di nero, con il nimbo d'argento bordato d'oro, caricata del braccio di San Francesco stigmatizzato posto in banda, sovraccaricato del braccio del Cristo stigmatizzato posto in sbarra, i bracci annodati da una corda d'argento, la croce accompagnata in capo da due gigli d'oro e in punta dalla fascia doppio dentata cucita d'azzurro. Ornamenti esterni da vescovo. Motto: "Adoramus Te Christe". |